# Nelkis Casabona
Nelkis Teresa Casabona González (* 12. Mai 1984 in Matanzas) ist eine ehemalige kubanische Leichtathletin, die sich auf den Sprint spezialisiert hat.

## Sportliche Laufbahn
Erstmals Erfahrungen bei internationalen Meisterschaften sammelte Nelkis Casabona vermutlich im Jahr 2001, als sie bei den Jugendweltmeisterschaften in Debrecen im Finale im 200-Meter-Lauf disqualifiziert wurde. 2009 schied sie bei den CAC-Meisterschaften in Havanna mit 24,25 s im Vorlauf über 200 Meter aus und 2011 schied sie bei den Weltmeisterschaften in Daegu mit 23,32 s im Halbfinale über 200 Meter aus und kam im 100-Meter-Lauf mit 11,47 s nicht über die Vorrunde hinaus. Anschließend belegte sie bei den Panamerikanischen Spielen in Guadalajara in 11,56 s den siebten Platz über 100 Meter und gelangte mit 23,43 s auf Rang fünf über 200 Meter. Zudem belegte sie mit der kubanischen 4-mal-100-Meter-Staffel in 43,97 s den vierten Platz. Im Jahr darauf belegte sie bei den Ibero-Amerikanischen Meisterschaften in Barquisimeto in 23,65 s den siebten Platz über 200 Meter und schied anschließend bei den Olympischen Sommerspielen in London mit 23,83 s in der ersten Runde aus. Nach einer fünfjährigen Wettkampfpause bestritt sie 2018 und 2019 erneut Wettkämpfe, ehe sie ihre aktive sportliche Karriere im Alter von 35 Jahren endgültig beendete.
2012 wurde Casabona kubanische Meisterin im 100- und 200-Meter-Lauf sowie in der 4-mal-100-Meter-Staffel.

## Persönliche Bestzeiten
- 100 Meter: 10,9 s, 6. Februar 2009 in Havanna
- 200 Meter: 22,97 s (+2,0 m/s), 29. Juli 2011 in Barquisimeto